# Рохтак
Рохтак је град у Индији у држави Харајана. Према незваничним резултатима пописа 2011. у граду је живело 373.133 становника.

## Становништво
Према незваничним резултатима пописа, у граду је 2011. живело 373.133 становника.
| 1991.   | 2001.   | 2011.   |
| ------- | ------- | ------- |
| 216.096 | 286.807 | 373.133 |